# Space Force (série télévisée)
Space Force est une série télévisée humoristique américaine créée par Greg Daniels et Steve Carell, avec ce dernier et John Malkovich dans les rôles principaux. La première saison, produite par Netflix, sort sur la plateforme de vidéo à la demande le 29 mai 2020,,.
Une deuxième saison est commandée par Netflix en novembre 2020, elle est diffusée depuis le 18 février 2022.
Le 30 avril 2022, Netflix met fin à la série.

## Synopsis
Le général Mark Naird se voit promu à la tête d'une nouvelle branche des Forces armées américaines : l'United States Space Force (Force spatiale des États-Unis), chargée de mener la guerre dans et depuis l'espace. Dans son nouveau QG situé au fin fond du Colorado, il devra travailler avec le Dr Adrian Mallory afin d'accomplir l'objectif assigné à la Space Force par le président des États-Unis en personne : renvoyer un homme sur la Lune pour la première fois depuis la fin du programme Apollo. Mais sa tâche va être compliquée, notamment parce que la Space Force naissante est mal considérée au sein de l'armée américaine, mais aussi à cause des opérations hautement hostiles de la Chine...

## Distribution

### Personnages principaux
- Steve Carell (VF : Constantin Pappas) : général Mark R. Naird, Chef des Opérations Spatiales
- John Malkovich (VF : Edgar Givry) : Dr Adrian Mallory, directeur scientifique de la Space Force
- Ben Schwartz (VF : Antoine Schoumsky) : F. Tony Scarapiducci, responsable médias de la Space Force (surnommé « Fuck Tony » dans la version originale et « Tony Neurchi » ou « Tony l'Enfoiré » en français)
- Diana Silvers (VF : Léopoldine Serre) : Erin Naird, la fille du général Naird
- Tawny Newsome (VF : Audrey Sourdive) : capitaine Angela Ali, pilote de la Space Force affectée au général Naird
- Jimmy O. Yang (VF : Romain Altché) : Dr Chen Kaifang, assistant du Dr Mallory
- Don Lake (VF : Vincent Violette) : brigadier-général Brad Gregory, second du général Naird

### Personnages secondaires
- Punam Patel : Dr Ranatunga
- JayR Tinaco : Dr Xyler
- Alex Sparrow (VF : Julien Allouf) : capitaine Yuri « Bobby » Telatovich, émissaire des Forces spatiales russes
- Noah Emmerich (VF : Bruno Magne) : général Kick Grabaston, Chef d'État major de l'United States Air Force (personnage secondaire saison 1, invité saison 2)
- Fred Willard (VF : Patrick Préjean) : Fred Naird, père du général Naird
- Dan Bakkedahl (VF : Bernard Bollet) : John Blandsmith, secrétaire à la Défense
- Patton Oswalt : Capitaine Lancaster
- Jessica St. Clair : Kelly King, contremaître affectée à la construction du QG de la Space Force
- Lisa Kudrow (VF : Rafaèle Moutier) : Maggie Naird, épouse du général Naird
- Roy Wood Jr. (en) (VF : Nicolas Justamon) : colonel Bert Mellows, agent de liaison de la Space Force
- Ginger Gonzaga : députée Anabela Ysidro-Campos
- Jane Lynch (VF : Anne-Bérengère Pelluau) : amirale Mayweather, cheffe des Opérations navales
- Diedrich Bader : général Rongley, chef d'état-major de l'armée de terre
- Patrick Warburton : général Dabney Stramm, commandant du Corps des Marines
- Larry Joe Campbell : amiral Louis Biffoont, commandant de l'United States Coast Guard
- Terry Crews : général Aggroad, Chef d'État major de l'United States Air Force (saison 2)
- Kelvin Han Yee : général Gao Xiaoling, commandant de la Force de soutien stratégique de l'Armée populaire de libération (saison 2)

 Source et légende : version française (VF) sur RS Doublage et selon le carton du doublage français télévisuel.

## Épisodes

### Première saison (2020)
La première saison est composée de dix épisodes.
1. Le Lancement (The Launch)
2. Il faut sauver Epsilon 6 (Save Epsilon 6!)
3. Mark et Mallory à Washington (Mark and Mallory go to Washington)
4. L'Habitat Lunaire (Lunar Habitat)
5. Space Flag (Space Flag)
6. L'Espion (The Spy)
7. Edison Jaymes (Edison Jaymes)
8. Visite conjugale (Conjugal visit)
9. Quelle joie d'être de retour sur la Lune ! (It's Good to be Back on the Moon)
10. Réaction proportionnée (Proportionate Response)

### Deuxième saison (2022)
La deuxième saison est composée de sept épisodes.
1. L'Enquête (The Inquiry)
2. Coupes budgétaires (Budget Cuts)
3. La Délégation chinoise (The Chinese Delegation)
4. Le Projet Europa (The Europa Project)
5. Regain de confiance (Mad (Buff) Confidence)
6. La Couverture médicale (The Doctor's Appointment)
7. Le Piratage (The Hack)

## Développement
Le 16 janvier 2019, il est annoncé que Netflix a commandé une première saison de dix épisodes de cette nouvelle série, qui est co-créée par Greg Daniels et Steve Carell et qui est produite par les créateurs et Howard Klein (en) via la société 3 Arts Entertainment.

## Choix des interprètes
Parallèlement à l'annonce initiale de la commande de la série, il est confirmé que Steve Carell jouerait dans la série.
Le 26 septembre 2019, il est annoncé que John Malkovich, Ben Schwartz, Diana Silvers et Tawny Newsome ont rejoint cette série en tant que casting principal et Jimmy O. Yang, Alex Sparrow et Don Lake en tant que casting récurrent. En octobre 2019, Noah Emmerich, Fred Willard et Jessica St. Clair rejoignent le casting dans des rôles récurrents. En avril 2020, il est annoncé que Lisa Kudrow rejoint le casting dans un rôle récurrent. En mai 2020, il est signalé que Jane Lynch et Roy Wood Jr. (en) sont appelés à jouer des rôles récurrents.

## Tournage
Le tournage de la première saison commence à Los Angeles le 26 septembre 2019 et se termine le 10 janvier 2020.
Le tournage de la seconde saison a commencé à Vancouver, dans le but de réduire le budget de la série.

## Diffusion
Le 5 mai 2020, une bande-annonce de la série est publiée. La série est diffusée sur Netflix le 29 mai 2020. La seconde saison est quant à elle diffusée le 18 février 2022.